# الجبيلة السفلى (بني العوام)

تعديل مصدري - تعديل

الجبيلة السفلى هي إحدى قرى عزلة بني العوام بمديرية بني العوام التابعة لمحافظة حجة، بلغ تعداد سكانها 162 نسمة حسب تعداد اليمن لعام 2004.